# Искра (мини-футбольный клуб)
«Искра» (Луганск) — украинский мини-футбольный клуб, участник чемпионата и кубка Украины.
В чемпионате Украины 1992 года «Искра» не попадает по итогам группового турнира в шестёрку лучших команд, заняв восьмое место из тринадцати. По итогам турнира команда удерживает за собой восьмое место.
Как и все участники чемпионата, «Искра» получает право участия в кубке страны 1993 начиная со второго отборочного турнира, игнорируя зональные соревнования. Команда проводит мини-турнир в Славуте, но не входит в число двух лучших команд, уступив право играть в финальном турнире местному «Славутичу» и «СКИФ-Силексу» (Киев).
В сезоне 1996/97 «Искра» принимает участие в розыгрыше кубка страны, но уступает в первом же раунде амвросиевскому «Донцементу» по сумме двух встреч: 6:6 и 3:5.